# SpaceX CRS-19
SpaceX CRS-19 eller SpX-19 var en obemannad flygning till Internationella rymdstationen med SpaceX:s rymdfarkost Dragon. Farkosten sköts upp av en Falcon 9-raket, från Cape Canaveral SLC-40, den 5 december 2019. Den 8 december 2019 dockades farkosten med rymdstationen, med hjälp av Canadarm2.
Farkosten lämnade rymdstationen den 7 januari 2020, några timmar senare återinträdde den i jordens atmosfär och landade i Stilla havet.
Ett försök att skjuta upp farkosten den 4 december 2019 avbröts på grund av hårda vindar.

## Dragon
Flygningen var den tredje för Dragon-kapseln. Tidigare flygningar var CRS-4 och CRS-11.

## Falcon 9
Flygningen var den första för raketens första steg. Raketsteget landade på pråmen Of Course I Still Love You.